# My Favorite Duck
My Favorite Duck est un cartoon réalisé par Chuck Jones, sorti en 1942.
Il met en scène Porky Pig et Daffy Duck.